# Заборье (Домодедово)
Заборье — микрорайон города Домодедово Московской области, до 2007 года — деревня Домодедовского района.
Заборье расположено на западной окраине бывшего посёлка городского типа Востряково — ныне также микрорайона города Домодедово.

## История
С XV века здесь существовало Заборьевское землячество с традициями казачества («Московское казачество»). Крепостное право не распространялось на военное поселение Заборья. На протяжении трёх веков в деревне Заборье сложилось общинное владение землёй.
В деревне Заборье в начале XVIII века была построена часовня, просуществовавшая до 1935 года. Деревня Заборье в 1859 г. значилась казённой деревней с 72 дворами и 563 жителями. В XIX веке существовала заборьевская государственная волость, которая находилась под управлением Московской Казённой палаты. В XIX-XX веках вплоть до 1917 года пахотные земли из общего землевладения выделялись каждой семье по количеству мужских душ. Передел земли назначался один раз в двенадцать лет. После 1917 года деление земли производили с учётом и женских душ, то есть на количество едоков.
В 1930 году в деревне Заборье был организован колхоз под названием «Сельскохозяйственная артель имени 9-го января». В 1940 году в колхозе состояло 84 двора, единоличных хозяйств было 34. В 1949 году колхоз был переименован в колхоз им. В.В.Куйбышева, а в 1956 году он был расформирован, земли колхоза были переданы в совхоз Одинцово-Вахромеево, в начале 1960-х годов он был реорганизован и подчинён совхозу «Заря коммунизма» (впоследствии госплемзавод «Заря Подмосковья»).
До 14 июня 1954 года деревня Заборье была центром Заборьевского сельсовета, вошедшего в состав Судаковского сельсовета, который в свою очередь после переноса центра из деревни Судаково  в центральную усадьбу совхоза «Одинцово-Вахромеево» в 1960 году был переименован в Одинцовский сельсовет. С 1994 до 2007 гг. деревня Заборье входила в Одинцовский сельский округ Домодедовского района.
24 марта 2004 года соседний посёлок отделения совхоза «Заборье» (407 жителей в 2002 году) был упразднён и присоединён к деревне Заборье (435 жителей в 2002 году, что удвоило население объединённой деревни до более чем 800 человек).
14 марта 2007 году была упразднена и сама деревня Заборье, включённая в состав города Домодедово как его отдалённый микрорайон.

## Население
| 1852 | 1859 | 1995 | 2002 | 2005 |
| ---- | ---- | ---- | ---- | ---- |
| 508  | ↗563 | ↘438 | ↘435 | ↗827 |